# National Women's Soccer League 2018
La National Women's Soccer League 2018 fue la 6.ª edición de la National Women's Soccer League (NWSL), la máxima categoría del fútbol femenino en Estados Unidos. Si se incluyen los torneos predecesores de la NWSL, la Women's Professional Soccer (2009-2011) y la Women's United Soccer Association (2001-2003), ésta fue la 12.ª temporada aprobada por la FIFA en esa categoría.
El torneo empezó con cambios importantes. Durante la pretemporada, los equipos FC Kansas City y Boston Breakers se disolvieron, mientras que un nuevo club se unía a la liga, el Utah Royals FC. La competición inició el 24 de marzo y terminó el 8 de septiembre. Cada equipo disputó 24 partidos durante la temporada regular, y los cuatro primeros avanzaron a la fase de eliminatorias: North Carolina Courage, el primer equipo y ganador del NWSL Shield con 15 puntos de ventaja sobre su escolta; Portland Thorns FC, Seattle Reign FC y Chicago Red Stars en segundo, tercer y cuarto lugar respectivamente. La eliminatorias comenzaron el 15 de septiembre, Thorns y Courage avanzaron a la final del campeonato que se disputó el 22 de septiembre en el Providence Park en la ciudad de Portland. North Carolina Courage ganó la final 3 a 0, convirtiéndose así en el primer equipo en ganar el NWSL Shield y el título del campeonato en la misma temporada.

## Formato
La competición consiste de 9 equipos y se divide en dos fases: la temporada regular y la fase de eliminatorias.
La temporada regular consta de 108 partidos en los cuales los equipos se enfrentan 3 veces entre sí, jugando cada uno de ellos un total de 24 partidos (12 de local y 12 de visitante). El equipo que finalice primero obtiene el NWSL Shield y los 4 primeros avanzan a la siguiente fase de eliminatorias, en donde el puesto 1.º de la fase regular se enfrenta al 4.º y el puesto 2.º al 3.º.

## Equipos
| Equipo                 | Ciudad                   | Entrenador            | Estadio              | Capacidad |
| ---------------------- | ------------------------ | --------------------- | -------------------- | --------- |
| Chicago Red Stars      | Bridgeview, Illinois     | Rory Dames            | Toyota Park          | 20.000    |
| Houston Dash           | Houston, Texas           | Vera Pauw             | BBVA Compass Stadium | 7.000     |
| North Carolina Courage | Cary, Carolina del Norte | Paul Riley            | Sahlen's Stadium     | 10.000    |
| Orlando Pride          | Orlando, Florida         | Tom Sermanni          | Orlando City Stadium | 25.500    |
| Portland Thorns        | Portland, Oregon         | Mark Parsons          | Providence Park      | 21.144    |
| Seattle Reign FC       | Seattle, Washington      | Vlatko Andonovski     | Memorial Stadium     | 6.088     |
| Sky Blue FC            | Piscataway, New Jersey   | Denise Reddy          | Yurcak Field         | 5.000     |
| Utah Royals FC         | Sandy, Utah              | Laura Harvey          | Rio Tinto Stadium    | 20.213    |
| Washington Spirit      | Germantown, Maryland     | Tom Torres (interino) | Maryland SoccerPlex  | 4.000     |

1. ↑  Houston Dash limita la venta de entradas a 7.000 cuando juega de local. La capacidad máxima de su estadio es de 22.039 personas.[3]
2. ↑  Seattle Reign limita la venta de entradas a 6.088 cuando juega de local. La capacidad máxima de su estadio es de 12.000 personas.

### Cambio de entrenadores
| Equipo            | Ent. saliente | Motivo                  | Fecha de puesto vacante  | Ent. entrante         | Fecha de nombramiento   | Ref.  |
| ----------------- | ------------- | ----------------------- | ------------------------ | --------------------- | ----------------------- | ----- |
| Seattle Reign FC  | Laura Harvey  | Acuerdo mutuo           | 7 de noviembre de 2017   | Vlatko Andonovski     | 7 de noviembre de 2017  | [ 4 ] |
| Sky Blue FC       | Vacante       | Vacante                 | 16 de agosto de 2017     | Denise Reddy          | 15 de noviembre de 2017 | [ 5 ] |
| Utah Royals FC    | Nuevo equipo  | Nuevo equipo            | Nuevo equipo             | Laura Harvey          | 27 de noviembre de 2017 | [ 6 ] |
| Houston Dash      | Omar Morales  | Fin de período interino | 29 de septiembre de 2017 | Vera Pauw             | 27 de noviembre de 2017 | [ 7 ] |
| Washington Spirit | Jim Gabarra   | Despido                 | 21 de agosto de 2018     | Tom Torres (interino) | 21 de agosto de 2018    | [ 8 ] |

## Clasificación
| Pos. | Equipo                         | Pts. | PJ | G  | E  | P  | GF | GC | Dif. | Clasificación |
| ---- | ------------------------------ | ---- | -- | -- | -- | -- | -- | -- | ---- | ------------- |
| 1    | North Carolina Courage (N) (C) | 57   | 24 | 17 | 6  | 1  | 53 | 17 | +36  | NWSL Shield   |
| 2    | Portland Thorns FC             | 42   | 24 | 12 | 6  | 6  | 40 | 28 | +12  | Eliminatorias |
| 3    | Seattle Reign FC               | 41   | 24 | 11 | 8  | 5  | 27 | 19 | +8   | Eliminatorias |
| 4    | Chicago Red Stars              | 37   | 24 | 9  | 10 | 5  | 38 | 28 | +10  | Eliminatorias |
| 5    | Utah Royals FC                 | 35   | 24 | 9  | 8  | 7  | 22 | 23 | −1   |               |
| 6    | Houston Dash                   | 32   | 24 | 9  | 5  | 10 | 35 | 39 | −4   |               |
| 7    | Orlando Pride                  | 30   | 24 | 8  | 6  | 10 | 30 | 37 | −7   |               |
| 8    | Washington Spirit              | 11   | 24 | 2  | 5  | 17 | 12 | 35 | −23  |               |
| 9    | Sky Blue FC                    | 9    | 24 | 1  | 6  | 17 | 21 | 52 | −31  |               |

Actualizado a los partidos jugados el 8 de septiembre de 2018.
 Fuente: NWSL

## Eliminatorias
Los cuatro primeros equipos de la temporada regular compiten por el título del campeonato. Son tres partidos únicos (sin "ida y vuelta"). Los primeros dos equipos juegan de local en las semifinales.
|  | Semifinales | Semifinales            | Semifinales |                    |   | Final                  | Final | Final |  |
|  |             |                        |             |                    |   |                        |       |       |  |
|  |             |                        |             |                    |   |                        |       |       |  |
|  | 1           | North Carolina Courage | 2           |                    |   |                        |       |       |  |
|  | 1           | North Carolina Courage | 2           |                    |   |                        |       |       |  |
|  | 4           | Chicago Red Stars      | 0           |                    |   |                        |       |       |  |
|  | 4           | Chicago Red Stars      | 0           |                    | 1 | North Carolina Courage | 3     |       |  |
|  |             |                        |             |                    | 1 | North Carolina Courage | 3     |       |  |
|  |             |                        | 2           | Portland Thorns FC | 0 |                        |       |       |  |
|  | 2           | Portland Thorns FC     | 2           | Portland Thorns FC | 0 | 2                      |       |       |  |
|  | 2           | Portland Thorns FC     |             |                    |   | 2                      |       |       |  |
|  | 3           | Seattle Reign FC       | 1           |                    |   |                        |       |       |  |
|  | 3           | Seattle Reign FC       | 1           |                    |   |                        |       |       |  |
|  |             |                        |             |                    |   |                        |       |       |  |

### Semifinales
| 15 de septiembre de 2018, 15:00 (ET) | Portland Thorns FC    | 2:1     | Seattle Reign FC | Providence Park, Portland                                |                                                          |
|                                      | Heath 43' · Horan 77' | Reporte | Spencer 29'      | Asistencia: 14.179 espectadores Árbitro(s): Ramy Touchan | Asistencia: 14.179 espectadores Árbitro(s): Ramy Touchan |

| 18 de septiembre de 2018, 21:00 (ET) | North Carolina Courage  | 2:0     | Chicago Red Stars | Providence Park, Portland                           |                                                     |
| | McDonald 5' · Mewis 86' | Reporte |                   | Asistencia: 4.646 espectadores Árbitro(s): Tim Ford | Asistencia: 4.646 espectadores Árbitro(s): Tim Ford |
| El partido estaba programado para jugarse el 16 de septiembre en el WakeMed Soccer Park en Cary, Carolina del Norte pero se lo reprogramó debido al Huracán Katrina. |                         |         |                   |                                                     |                                                     |

### Final
| 22 de septiembre de 2018, 16:30 (ET) | North Carolina Courage         | 3:0     | Portland Thorns FC | Providence Park, Portland                                      |                                                                |
|                                      | Debinha 13' · McDonald 40' 64' | Reporte |                    | Asistencia: 21.144 espectadores Árbitro(s): Guido Gonzalez Jr. | Asistencia: 21.144 espectadores Árbitro(s): Guido Gonzalez Jr. |

|                                            |
|                                            |
| Campeón North Carolina Courage 1.er título |

## Asistencia
Actualizado al 22 de septiembre de 2018.

### Asistencia promedio de local
Ordenado de mayor a menor promedio de asistencia durante la temporada regular.
| Equipo                 | PJ  | Total   | Mayor  | Menor  | Promedio |
| ---------------------- | --- | ------- | ------ | ------ | -------- |
| Portland Thorns FC     | 12  | 203.506 | 21.144 | 14.485 | 16.959   |
| Utah Royals FC         | 12  | 113.593 | 19.203 | 7.137  | 9.466    |
| North Carolina Courage | 12  | 61.549  | 9.505  | 3.011  | 5.129    |
| Orlando Pride          | 12  | 58.046  | 9.017  | 3.104  | 4.837    |
| Chicago Red Stars      | 12  | 48.048  | 13.678 | 2.027  | 4.004    |
| Washington Spirit      | 12  | 46.704  | 7.976  | 2.433  | 3.892    |
| Seattle Reign FC       | 12  | 45.885  | 5.251  | 3.172  | 3.824    |
| Houston Dash           | 12  | 42.859  | 5.846  | 2.376  | 3.572    |
| Sky Blue FC            | 12  | 30.372  | 4.086  | 1.913  | 2.531    |
| Total                  | 108 | 650.562 | 21.144 | 1.913  | 6.024    |

### Asistencias más altas
Los diez partidos con mayor asistencia durante el campeonato. En negrita figuran los partidos de eliminatorias.
| Pos. | Local                  | Resultado | Visitante          | Asistencia | Fecha                    | Estadio           |
| ---- | ---------------------- | --------- | ------------------ | ---------- | ------------------------ | ----------------- |
| 1    | Portland Thorns FC     | 3 - 1     | Seattle Reign FC   | 21.144     | 7 de septiembre de 2018  | Providence Park   |
| 1    | North Carolina Courage | 3 - 0     | Portland Thorns FC | 21.144     | 22 de septiembre de 2018 | Providence Park   |
| 3    | Utah Royals FC         | 0 - 1     | Chicago Red Stars  | 19.203     | 14 de abril de 2018      | Rio Tinto Stadium |
| 4    | Portland Thorns FC     | 2 - 2     | Chicago Red Stars  | 18.631     | 18 de agosto de 2018     | Providence Park   |
| 5    | Portland Thorns FC     | 1 - 1     | Sky Blue FC        | 18.237     | 27 de junio de 2018      | Providence Park   |
| 6    | Portland Thorns FC     | 2 - 1     | Sky Blue FC        | 17.986     | 22 de agosto de 2018     | Providence Park   |
| 7    | Portland Thorns FC     | 4 - 0     | Utah Royals FC     | 17.930     | 6 de julio de 2018       | Providence Park   |
| 8    | Portland Thorns FC     | 1 - 2     | Orlando Pride      | 17.115     | 12 de mayo de 2018       | Providence Park   |
| 9    | Portland Thorns FC     | 2 - 1     | Orlando Pride      | 16.466     | 15 de abril de 2018      | Providence Park   |
| 10   | Portland Thorns FC     | 2 - 3     | Seattle Reign FC   | 16.054     | 5 de mayo de 2018        | Providence Park   |